# باوند فور باوند
الباوند فور باوند (بالانجليزية: pound for pound) او(P4P) هو تصنيف يستخدم في الرياضات القتالية، مثل الفنون القتالية المختلطة،  المصارعة،  أو الملاكمة، لتحديد أفضل المقاتلين بغض النظر عن وزنهم، أي بتعديل لمعادلة فئة الوزن. نظرًا لأن هؤلاء المقاتلين لا يتنافسون بشكل مباشر، فإن الحكم على أفضل مقاتل "باوند فور باوند" يعتمد على الذوق الشخصي، وتتفاوت التقييمات في هذا الصدد.

## ملاكمة
في الملاكمة، ارتبط المصطلح تاريخيًا بمقاتلين مثل بيني ليونارد وشوجر راي روبنسون الذين اعتُبروا على نطاق واسع الأكثر مهارة في عصرهم، لتمييزهم عن أبطال الوزن الثقيل الأكثر شهرة (والذين يحصلون على تعويض أفضل).  منذ عام 1990، تقوم مجلة "ذا رينج" بنشر تصنيف "باوند فور باوند" للمقاتلين.

## الفنون القتالية المختلطة
بعض تنظيمات الفنون القتالية المختلطة تمتلك تصنيفات "باوند فور باوند"، بما في ذلك بطولة القتال النهائي (UFC) منذ عام 2013، وبطولة ون منذ عام 2020،  و بيلاتور منذ عام 2021.   هناك أيضًا العديد من تصنيفات الفنون القتالية المختلطة غير الرسمية، بما في ذلك بواسطة ESPN.com ،  شيردوج ،   فايت ماتريكس ،   قتال الفنون القتالية المختلطة  وتابولوجي.  

## الكيك بوكسينغ / المواي تاي
تنشر بطولة ون تصنيفات الباوند فور باوند للكيك بوكسينغ والمواي تاي منذ عام 2020.   